# Lila Lee
Lila Lee, född Augusta Appel 25 juli 1901 i Union Hill, New Jersey, död 13 november 1973 i Saranac Lake, New York, var en amerikansk skådespelare. Lee filmdebuterade 1918 och medverkade i många stumfilmer under 1920-talet. Hon gjorde även några ljudfilmsroller på 1930-talet och var sporadiskt aktiv som skådespelare fram till 1960-talet.
Hon har en stjärna på Hollywood Walk of Fame vid adressen 1716 Vine Street.